# Alex Bapela
Alex Bapela (Sudáfrica, 4 de octubre de 1969) es un exfutbolista de Sudáfrica que jugaba en la posición de centrocampista.

## Carrera

### Club
| Periodo   | Club              | Apariciones | Goles |
| --------- | ----------------- | ----------- | ----- |
| 1994–1997 | Real Rovers FC    | 106         | 29    |
| 1997–2003 | Mamelodi Sundowns | 125         | 31    |

### Selección nacional
Jugó para Sudáfrica en 7 ocasiones de 1998 a 2000, participó en dos ediciones de la Copa Africana de Naciones alcanzado las semifinales en ambas ocasiones.

## Logros
- Premier Soccer League (3): 1997–98, 1998–99, 1999–2000
- Copa de Sudáfrica (1): 1998
- Telkom Knockout (1): 1999